# 初鹿敏也
初鹿 敏也（はつしか としや）は、日本の水墨画家、映像クリエイター。

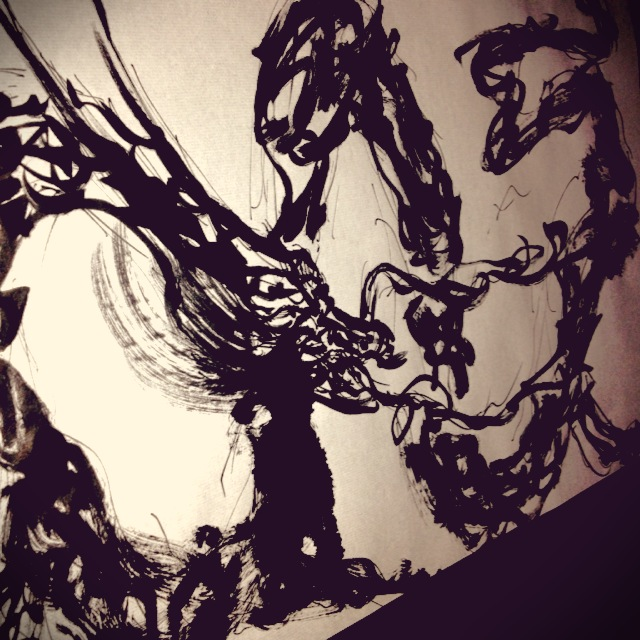
龍

## 人物
東京都出身。慶應義塾大学総合政策学部卒業。在学中から水墨画家として活動を続けながら、PV撮影・制作、東京オリンピック招致活動、都知事選挙・衆院選挙啓発キャンペーンCM制作など、幅広く映像制作を行う。総務省主催ネット選挙映像コンペティション総務大臣賞、ACC賞 学生部門 奨励賞、東宝シネマズ映画祭 CM部門グランプリなど数多くの受賞歴を持つ。

## 受賞歴
- 総務省主催ネット選挙映像コンペティション 総務大臣賞[1][2]

- GATSBYアジアCMコンテスト マンダム賞

- 東宝シネマズ映画祭 CM部門 グランプリ

- ヤング・クリエイター大賞 銀賞

- 映像クリエイター登竜門　ひかりTV大賞

- TSS Short Movie Festival CM部門　準グランプリ

- MADE IN OSAKA CM AWARD 最優秀賞、優秀賞　他